# Shanmen, Hunan
Shanmen är en ort i Kina. Den ligger i provinsen Hunan, i den södra delen av landet, omkring 250 kilometer sydväst om provinshuvudstaden Changsha. Antalet invånare är 3 130.
Runt Shanmen är det tätbefolkat, med 356 invånare per kvadratkilometer. Närmaste större samhälle är Xiyangjiang, 14,0 km öster om Shanmen. Trakten runt Shanmen består till största delen av jordbruksmark.
Genomsnittlig årsnederbörd är 1 796 millimeter. Den regnigaste månaden är juni, med i genomsnitt 269 mm nederbörd, och den torraste är december, med 62 mm nederbörd.